# 最大値原理
数学における最大値原理（さいだいちげんり、英: maximum principle）とは、特定の楕円型および放物型の偏微分方程式の解が持つある性質のことを言う。大雑把に言うと、ある領域内でのある関数の最大値は、その領域の境界上に存在する、ということがこの原理では述べられている。特に、ある関数が領域の内部で最大値を取るのなら、その関数は一様に定数である、ということについて述べた原理は「強最大値原理」と呼ばれる。関数の最大値は領域の境界上で取られるが、領域の内部でも同様に起こり得る、ということについて述べた原理は「弱最大値原理」と呼ばれる。他に、ある関数をその最大に関して単純に境界で制限するような、さらに弱い最大値原理も存在する。
凸最適化における最大値原理では、コンパクト凸集合上の凸関数の最大はその境界上で達成される、ということについて述べられている。

## 古典的な例
調和関数は、強最大値原理の適用される古典的な例である。正式に言えば、f が調和関数であるなら、その定義域の内部で f が極大値を取ることはない。すなわち、f は定数関数であるか、あるいはその定義域の内部の任意の点 {\displaystyle x_{0}\,} に対して、その点での f の値よりもより大きい値を f が取るような、その点に任意に近い点が存在する。
f を、ユークリッド空間 Rn 内のある連結開部分集合 D 上で定義される調和関数とする。{\displaystyle x_{0}\,} が、そのある近傍に含まれるすべての x に対して
{\displaystyle f(x_{0})\geq f(x)\,}
が成り立つような D 内の点であるなら、関数 f は D 上で定数である。
「最大値」を「最小値」に、「より大きい」を「より小さい」に置き換えることで、調和関数に対する「最小値原理」（minimum principle）を同様に得ることが出来る。
より一般的な劣調和関数に対しても、最大値原理は成り立つ。一方、優調和関数は、最小値原理を満たす。

### 証明の概要
調和関数に対する「弱最大値原理」は、単純な計算による事実の帰結である。証明において重要となるのは、調和関数の定義から、f のラプラシアンがゼロであるという事実である。{\displaystyle x_{0}\,} が f(x) の非退化な臨界点であるなら、鞍点が存在する。実際、もしそうでないなら、f の二階微分の和がゼロとなることがなくなるからである。これはもちろん、証明としては完全ではなく、{\displaystyle x_{0}\,} が退化点である場合も残されているが、本質的な証明のアイデアである。
「強最大値原理」はホップの補題に依るものであり、これはまたさらに複雑である。